# Harle
Harle es un personaje del videojuego Chrono Cross. Es una villana menor con motivos ambiguos, y mientras se aparta hacia la redención, las circunstancias y su propio destino no se lo permitirán. Por su belleza exótica, su gran traje y su conmovedora historia, Harle es una favoritas de los fanáticos y a menudo es sujeto de fan art. En la versión inglesa del juego, su discurso está escrito con un acento francés y a veces dice algunas palabras en él.
Como su nombre lo sugiere, Harle es un arlequín. Viste un completo traje durante todo el juego, incluyendo un largo sombrero con varios salientes y mucha pintura facial. Su disfraz físico y sonrisa pintada comunican simbólicamente al jugador que ella está simplemente jugando un rol. Actúa como compinche del villano principal, un felino semihumano llamado Lynx.
Harle es un personaje controlable durante parte de Chrono Cross. Ataca con disparo de pequeños proyectiles y con ataques elementales asociados con la menor de las dos lunas en el mundo de Chrono Cross (MoonBeams, MoonShine, Lunairetic). Su conexión con esta oscura luna se aclara más adelante cuando deja el grupo.

## Historia
El personaje principal en Chrono Cross es Serge, un joven ya en su adolescencia tardía oriundo de una villa pesquera en un solitario grupo de islas (El Nido Archipiélago). Su viaje comienza cuando es abruptamente barrido por una ruptura dimensional hacia el Otro Mundo, en donde se encuentra con una joven ladrona llamada Kid. Serge y Kid generalmente hacen un equipo (el jugador puede elegir declinar su oferta de ayuda). Kid está en persecución del mitad humano, mitad gato conocido como Lord Lynx, quien abdujo a su amiga de la infancia y "hermana mayor", Lucca. Lucca (la misma de Chrono Trigger) nunca regresó y se presume muerta. Kid desea asesinar a Lynx y vengar a su amiga; Serge solo deseo regresar a casa.
Los paralelos se dibujan rápidamente entre Serge y su joven amiga Kid y Lynx y su enigmática arlequín Harle. Harle aparece primariamente como un tábano, mofándose y distrayendo a Serge y su grupo, e interfiriendo con sus planes, mezclando algún coqueteo para Serge entre ello. Cuando él y sus amigos se enfrentan a Lynx, él los sorprende (y al jugador) usando un artefacto mágico llamado Dragon Tear para pasar su alma al cuerpo de Serge y viceversa. Kid ataca y derrota a Serge, confundiéndolo con su enemigo; Lynx en cambio la ataca cuando ella se da cuenta de quien es en verdad, y se cumple en sueño profecía muy perturbador. Lynx entonces transporta a Serge a una dimensión entre los mundos, dejando el destino de Kid desconocido.
Harle encuentra a Serge en el bizarro y caricaturesco mundo en donde se encontró cuando recobró el conocimiento y trata de convencerlo de que realmente es Lynx y que nunca fue Serge. Cuando él emerge a la sólida realidad (en el Mundo Hogar), Harle acompaña a Monsieur Lynx mientras lucha por descubrir el destino de Kid y encontrar otra Dragon Tear para volver a la normalidad. Para completar esta dolorosa ironía, "Serge" (Lynx) los ataca al menos una vez, con Kid, milagrosamente curada, a su lado.
Poco después de que Serge recupera su verdadera forma, Harle deja el grupo con indudablemente sentimientos confusos y reanuda su propia misteriosa búsqueda.
Sin embargo, el grupo se encuentra con ella una última vez, dentro del Fuerte del Tiempo: Chronopolis. Allí, ella roba la legendaria Frozen Flame y desaparece entre los seis dragones. El Profeta del Tiempo revela que ella fue creada por los Dragones, que son partes de una sola identidad llamada el Dios Dragón, para espiar a Lynx, que sirve a FATE, quien se opone a los dragones. Harle es el séptimo Dragón, Luna Oscura.

## La Conexión Harle-Kid
El juego parece sugerir que alguna extraña conexión existe entre Harle y Kid. Por ejemplo, cierta "adivinadora de fortunas" en Termina da lecturas personalizadas para cada uno de los personajes jugables. Sin embargo, le da a ambas idénticamente la misma lectura. Además, las dos se parecen entre sí. Las secuencias de video del juego muestra acercamientos a las caras de ambas, y parecería que ambas tienen caras idénticas si Harle no tuviera todo el maquillaje para enmascararla.
Finalmente, muchos de los personajes importantes en algún punto del juego conocen a su otro yo, pero ni Harle ni Kid los conocen cuando pasan por entre las dos dimensiones alternativas. Esto parece sugerir que Harle puede ser el otro yo de Kid en la otra dimensión. Esta teoría parece negar la trama en el punto que dice que Harle era una creación de los dragones y que Kid era la hija-clon de Schala. Sin embargo, uno puede argumentar que ya que el Devorador del Tiempo asimiló al Dios Dragón (quien creó a Harle) y a Schala (quien creó a Kid), que son meramente dos caras de una misma moneda. Es notable que aparentemente Harle es dos años mayor que Kid. Al final, la coincidencia puede ser eso, o un dispositivo usado para enfatizar más la oposición entre los dos equipos del juego, Serge-Kid y Lynx-Harle.

## Reclutamiento
Después de que Lynx cambia de cuerpos con Serge, Harle lo guiará a través del Vortex Dimensional y se unirá al grupo.

## Fortuna
"En tus ojos, percibo... la mirada de una bella y la mirada de

una bestia. ¡Sé consciente de no traer tu propio final, mi querida! ¡Un sueño yace en

espera, preparado para engullirte!"
- Datos: Q9002082